# Яичный танец (картина Артсена)
«Яичный танец» (нидерл. De eierdans) — картина нидерландского художника Питера Артсена, написана в 1552 году и представляет собой живопись маслом на дереве размером 83×172 см. В настоящее время хранится в Рейксмюсеуме в Амстердаме.

## Описание
На картине изображена бытовая сцена. В таверне находятся несколько мужчин и женщин, сидящих и стоящих у камина и стола. Справа юноша, оставивший подвыпившего приятеля за столом с поднятым кувшином в руке и приготовившийся к танцу. У камина стоит волынщик. Молодой человек готов танцевать под музыку, которую заказывает его приятель. Разутый, он уже стоит посреди круга, образованного из зелёных листьев и цветов, с перевёрнутой деревянной миской и яйцом в центре.
Яичный танец наибольшей популярностью пользовался в XVI—XVII веках. Его исполняли во время карнавала или в пасхальное воскресенье. Танцоры становились в круг, в котором уже находились яйца. Танцуя между ними, они старались на них не наступить, что редко удавалось из-за, как правило, нетрезвого состояния танцоров. Со временем танец стал восприниматься как символ нравственного упадка. Именно так его и изобразил художник — бессмысленное развлечение, усугубляющееся порочным поведением. В правом верхнем углу картины, стоящими в дверях, изображены благочестивые родители, которые, на примере посетителей таверны, показывают своему сыну, как не надо себя вести.

## Провенанс
Картина находилась в составе коллекции полковника фон Шепелера в городе Ахен, который в 1839 году продал её Государственному музею в Амстердаме.

## Ссылка
- Картина на сайте Рейксмюзеума (нид.)